# Brodnica (gromada w powiecie śremskim)
Brodnica – dawna gromada, czyli najmniejsza jednostka podziału terytorialnego Polskiej Rzeczypospolitej Ludowej w latach 1954–1972.
Gromady, z gromadzkimi radami narodowymi (GRN) jako organami władzy najniższego stopnia na wsi, funkcjonowały od reformy reorganizującej administrację wiejską przeprowadzonej jesienią 1954 do momentu ich zniesienia z dniem 1 stycznia 1973, tym samym wypierając organizację gminną w latach 1954–1972.
Gromadę Brodnica z siedzibą GRN w Brodnicy utworzono – jako jedną z 8759 gromad na obszarze Polski – w powiecie śremskim w woj. poznańskim, na mocy uchwały nr 36/54 WRN w Poznaniu z dnia 5 października 1954. W skład jednostki weszły obszary dotychczasowych gromad Brodnica, Chaławy i Żabno oraz miejscowość Szołdry i kilka parceli o ogólnej powierzchni 293,12 ha z dotychczasowej gromady Szołdry ze zniesionej gminy Mosina, a także obszar dotychczasowej gromady Górka, miejscowość Esterpole z dotychczasowej gromady Jaszkowo oraz miejscowość Kopyta z dotychczasowej gromady Grabianowo ze zniesionej gminy Śrem – w tymże powiecie. Dla gromady ustalono 22 członków gromadzkiej rady narodowej.
31 grudnia 1971 do gromady Brodnica włączono Grabianowo i Manieczki ze zniesionej gromady Krzyżanowo w tymże powiecie.
Gromada przetrwała do końca 1972 roku, czyli do kolejnej reformy gminnej. 1 stycznia 1973 w powiecie śremskim utworzono gminę Brodnica.